# Dąbrowa Zielona (gromada)
Dąbrowa Zielona – dawna gromada, czyli najmniejsza jednostka podziału terytorialnego Polskiej Rzeczypospolitej Ludowej w latach 1954–1972.
Gromady, z gromadzkimi radami narodowymi (GRN) jako organami władzy najniższego stopnia na wsi, funkcjonowały od reformy reorganizującej administrację wiejską przeprowadzonej jesienią 1954 do momentu ich zniesienia z dniem 1 stycznia 1973, tym samym wypierając organizację gminną w latach 1954–1972.
Gromadę Dąbrowa Zielona siedzibą GRN w Dąbrowie Zielonej utworzono – jako jedną z 8759 gromad na obszarze Polski – w powiecie radomszczańskim w woj. łódzkim, na mocy uchwały nr 36/54 WRN w Łodzi z dnia 4 października 1954. W skład jednostki weszły obszary dotychczasowych gromad Nowa Wieś, Olbrachcice, Święta Anna, Ulesie, Dąbrowa Zielona (z wyłączeniem parcelacji Maluszyce oraz leśniczówki i leśnictwa Bocian) i Lipie (z wyłączeniem osady Knieja) a także pustkowie Zalas-Biedy z dotychczasowej gromady Raczkowice ze zniesionej gminy Dąbrowa Zielona w tymże powiecie. Dla gromady ustalono 27 członków gromadzkiej rady narodowej.
31 grudnia 1959 do gromady Dąbrowa Zielona przyłączono wieś Borowce z gromady Koniecpol.
Gromada przetrwała do końca 1972 roku, czyli do kolejnej reformy gminnej. 1 stycznia 1973 w powiecie radomszczańskim reaktywowano gminę Dąbrowa Zielona (od 1999 gmina znajduje się w powiecie częstochowskim w woj. śląskim).